# MK砲
MK砲（エムケーほう）とは、主にかつての読売ジャイアンツにおける松井秀喜と清原和博や、福岡ソフトバンクホークスにおける松中信彦と小久保裕紀のコンビを指す言葉である。『MKアベックアーチ(アベック弾)』とも称していた。

## 松井と清原のMK砲
読売ジャイアンツへ移籍した清原和博は前年に打率.314・38本塁打を記録して急成長を遂げた松井秀喜と1997年からコンビを組み、MK砲と呼ばれて注目された。1998年からは高橋由伸も加えてMKT砲とも呼ばれた。
1997年は清原が開幕から4番に座って最終的には打率.249・32本塁打・95打点の成績を残したが、当時のセントラル・リーグ新記録となる152三振を記録するなどしたために批判され続け、後半戦にはファンから応援をボイコットされる屈辱を受けた。松井は1998年に本塁打王と打点王の二冠を獲得し、1999年は無冠ながらロベルト・ペタジーニと争って自己最高の42本塁打を記録した。清原は1998年から下半身の故障に苦しんだ。特に1999年は春先から細かい故障が相次ぎ、自身初の規定打席未到達シーズンとなった。2000年は負傷復帰後から清原が活躍を続け、開幕から4番を務めた松井はいずれも自己最高の打率3割1分6厘・42本塁打・108打点を記録して本塁打王と打点王、シーズンMVP、日本シリーズMVP等を獲得して巨人の6年ぶり日本一の原動力となった。2001年は清原は打率.298・29本塁打・121打点の成績で打点王争いも繰り広げ、松井は打率.333・36本塁打を記録して自己初の首位打者を獲得した。2002年は清原は途中に故障で離脱して55試合出場に終わるが、打率.314・12本塁打の成績を残し、松井は自己最高の打率.334・50本塁打・107打点の成績で本塁打王と打点王の二冠を獲得した。
同年オフに松井がメジャーリーグベースボールのニューヨーク・ヤンキースへ移籍したため、松井と清原のMK砲は終焉を迎え、以後は清原の巨人退団までの間、高橋とのKT砲となった。

## 松中と小久保のMK砲
西武ライオンズに所属していた秋山幸二、清原和博のAK砲のように、チームの一角を象徴する松中信彦と小久保裕紀はチームの主砲として活躍してきた。この2人は1999年、2000年にチームを優勝へと導く2人へと成長していった。しかし、2003年に小久保が怪我でシーズンを棒に振った上に、2004年シーズンは無償トレード事件で巨人に移籍したため、松中と小久保によるアベック弾は一旦見られなくなってしまう。
ところが、2006年シーズンオフに小久保がFA権を行使し、再びホークスに戻って来たため、MK砲が復活し、それと同時に、横浜ベイスターズから多村仁が交換トレードでソフトバンクに入団し、2006年に弱っていたソフトバンクの打線が復活する。2007年4月8日に実に4年半ぶりとなるMKアベックアーチが飛び出した。また、同年4月21日には東京ドーム、（対日本ハム戦）で多村、松中、小久保がそれぞれホームランを放ち、TMK砲が完成した。
このアベックアーチにはAK砲のように『敵地で飛び出すと負けない』という『ビジター不敗神話』があったが、2008年4月23日の対楽天戦(クリネックススタジアム宮城)でソフトバンクが3-4で敗れてしまい、MKアベックアーチが飛び出したビジターゲームの連勝は18でストップした。
2012年を以って小久保が現役を引退したため、MK砲は消滅となった。